# Trách Dung
Trách Dung (chữ Hán: 笮融; ?-195) là tướng thời Tam Quốc trong lịch sử Trung Quốc. Ông tham gia hỗn chiến ở Giang Đông và cuối cùng thất bại.

## Ở Từ châu
Trách Dung người quận Đan Dương. Cuối thời Đông Hán loạn lạc, ông tập hợp vài trăm người nổi lên, đi cướp bóc các nơi. Sau đó ông dẫn quân về quy phục Thứ sử Từ châu là Đào Khiêm. Đào Khiêm nể Trách Dung là đồng hương nên dùng ông vào nhiệm vụ vận lương cho 3 quận quốc Quảng Lăng, Hạ Bì và Bành Thành (thuộc Từ châu).
Trách Dung có lương thực trong tay, mang bán lấy tiền, rồi xây ngôi chùa Phù Đô rất lớn và nguy nga. Trong chùa có bảo tháp phía trên là mâm vàng, phía dưới là lầu đôi, đình viện trong chùa chứa được 3000 người, xung quanh xây dựng sương phòng và hành lang. Tượng Phật trong điện đều khoác áo gấm. Mỗi lần vào dịp lễ tắm Phật, Trách Dung chiêu đãi miễn phí cho khách thập phương tới hành lễ hoặc xem lễ, có khi tới hàng vạn người.
Dù đã biển thủ lương thực của công nhưng Trách Dung không bị Đào Khiêm truy cứu.
Năm 193, quân phiệt Tào Tháo quy trách nhiệm cái chết của cha mình là Tào Tung cho Đào Khiêm, mang quân đánh Từ châu. Trách Dung thấy Từ châu nguy cấp bèn dẫn thủ hạ và các tín đồ chạy khỏi thủ phủ Hạ Bì về phía nam. Thái thú Quảng Lăng là Triệu Dực gặp Trách Dung bèn tiếp đón hậu đãi, nhưng Trách Dung không nhớ ơn lại trở mặt giết chết Triệu Dực trong một buổi tiệc. Sau đó Trách Dung mang quân cướp bóc ở huyện Giang Đô - thủ phủ quận Quảng Lăng. Ông phá phách huyện Giang Đô rồi dẫn quân bỏ đi. Các sử gia xem việc làm của Trách Dung trái hẳn với danh xưng là tín đồ Phật giáo của ông.

## Tại Dương châu
Trách Dung rời Giang Đô chạy về phía nam, qua sông Trường Giang. Ông dẫn quân đi cướp bóc ở Giang Nam, sau đó đánh vào quận Dự Chương, giết chết Thái thú Chu Hộc.
Sau đó Trách Dung liên kết với tướng quốc nước Hạ Bì là Tiết Lễ (薛禮), cùng nhau tôn Thứ sử Dương châu là Lưu Do làm minh chủ chống lại quân phiệt Viên Thuật. Bộ tướng của Viên Thuật là Tôn Sách nhân muốn ly khai với Thuật bèn xin ra trận đánh Lưu Do.
Năm 195, Tôn Sách hợp binh với Chu Du, tấn công Hoành Giang, Dương Lợi, liên tiếp đánh bại các bộ tướng của Lưu Do là Phàn Năng và Trương Anh. Nhân đà thắng lợi, Tôn Sách tiến lên chiếm trại Ngưu Chử của Lưu Do.
Trách Dung đóng quân tại Mạt Lăng. Tôn Sách mang quân tấn công Trách Dung. Sau khi bị thất bại trong mấy trận đầu, Trách Dung bị thiệt hại 500 quân, bèn lui vào phòng ngự quyết không ra đánh. Tôn Sách đưa quân lên phía bắc và tấn công Tiết Lễ. Mặc dù Tiết Lễ nhanh chóng thua trận và bỏ chạy, nhưng bộ hạ của Lưu Do là Phàn Năng (樊能) và những người khác đã tập hợp lực lượng của mình và tấn công lại tại Ngưu Chử.
Tôn Sách quay về, đánh bại Phàn Năng và giữ được Ngưu Chử, sau đó lại tấn công Trách Dung lần thứ hai. Hai bên giao chiến, quân Trách Dung bắn trúng đùi Tôn Sách. Tôn Sách phải lên cáng cho quân khiêng chạy, toàn quân rút lui.
Trách Dung nghe tin có người báo rằng Tôn Sách đã chết, bèn dẫn quân ra đuổi đánh. Tôn Sách dự liệu trước bèn dùng kế mai phục, giả cách thua chạy, Trách Dung lọt vào vòng vây, bị đánh thua tan tác, thiệt hại mất hơn 1000 quân.
Quân Trách Dung bỏ chạy về trại cố thủ. Tôn Sách mang quân đuổi đánh trở lại, Trách Dung biết rằng Tôn Sách còn sống nên ông càng tăng cường phòng ngự.
Tôn Sách thấy Trách Dung giữ vững không thể hạ được bèn quay về phía nam đánh các tướng khác của Lưu Do. Sau đó Lưu Do thất thế phải chạy sang quận Dự Chương.
Trách Dung được giải vây lại mang quân cướp phá các nơi. Lưu Do bèn ra quân dẹp Trách Dung. Hai bên dàn quân đánh nhau. Lưu Do bị thua trận đầu nhưng sau đó đã thắng lại trận sau, đuổi được Trách Dung vào trong núi. Trách Dung bị dân địa phương giết chết. Không rõ khi đó ông bao nhiêu tuổi.

## Trong văn học

### Tam Quốc diễn nghĩa
Trách Dung là nhân vật phụ trong tiểu thuyết Tam Quốc diễn nghĩa của La Quán Trung. Ông chỉ xuất hiện tại hồi 15. La Quán Trung lầm lẫn chép rằng sau khi bị Tôn Sách đánh bại, ông cùng Lưu Do chạy sang Dự Chương theo Lưu Biểu, trên thực tế quận Dự Chương khi đó thuộc Dương châu chứ không thuộc Kinh châu và đang nằm trong tay thái thú Hoa Hâm.
Sau khi bỏ trốn sang Dự Chương, ông không được La Quán Trung nhắc tới nữa.

### Lời tựa củaLý Hoặc Luận
Việc Trách Dung giết Chu Hộc ở Dự Chương cũng được nhắc đến trong lời tựa tác phẩm Lý Hoặc Luận của Mâu Tử, một trong số những người có công khai truyền đạo Phật tại Giao Châu (Bắc Việt Nam) cuối thế kỷ 2 đến đầu thế kỷ 3.